# Ốc gai dài lược
Ốc gai dài lược (tên khoa học Murex troscheli), là một loài ốc biển săn mồi cỡ lớn, là động vật thân mềm chân bụng sống ở biển thuộc họ Ốc gai Muricidae.
Loài này cũng tồn tại ở biển Việt Nam.

## Hình ảnh

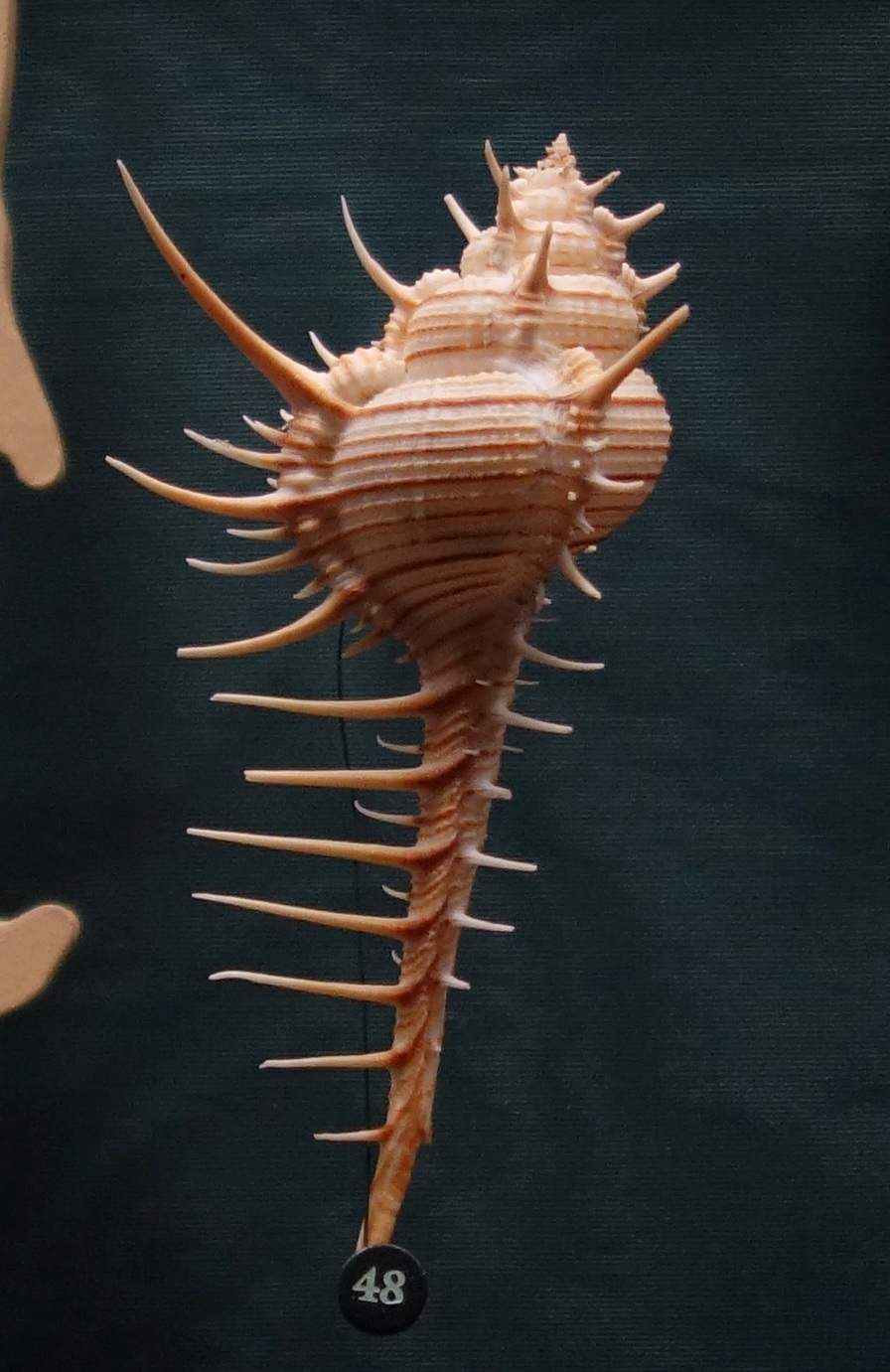